# Султанов, Барый
Барый Султанов (17 января 1907, Халитово, Кунашакский район — 21 января 1945, Подляское воеводство) — советский военнослужащий, участник Великой Отечественной войны, Герой Советского Союза, старший сержант, командир пулемётного отделения 1264-го стрелкового полка 380-й стрелковой дивизии 50-й армии 2-го Белорусского фронта.

## Биография
Родился 17 января 1907 года в селе Халитово ныне Кунашакского района Челябинской области России в семье крестьянина. Башкир. Образование начальное.
Организатор первых колхозов в районе. Работал бригадиром, председателем колхоза.
В Красной армии с октября 1941 года.
С января 1942 года в действующей армии. Воевал на Центральном и Брянском фронтах, был четыре раза ранен, за боевые отличия награждён орденом Красной Звезды.
Член ВКП(б) с 1942 года.
С 26 по 30 марта 1944 года в период боевых операций в районе хутора Виляга Могилёвской области Белоруссии за высоту 169,5 командир отделения пулемётчиков 1264-го стрелкового полка 380-й стрелковой дивизии старший сержант Султанов огнём своего станкового пулемёта уничтожил до 20-ти немецких солдат и офицеров.
31 марта 1944 года приказом № 83 по 380-й стрелковой дивизии был награждён орденом Славы 3-й степени.
6 — 7 июля 1944 года в районе совхоза Пятигодка, ныне Смолевичского района Минской области Белоруссии, командир отделения пулемётчиков 1264-го стрелкового полка 380-й стрелковой дивизии старший сержант Султанов выдвинулся со своим пулемётным расчётом вперёд боевых порядков пехоты и умело отбивал контратаки противника, в результате выхода из строя его подчинённых продолжал вести огонь из пулемёта, находясь в одиночестве, отбил восемь контратак врага, пытавшегося вырваться из окружения, уничтожив при этом 150 немецких солдат и офицеров.
Указом Президиума Верховного Совета СССР от 24 марта 1945 года за образцовое выполнение боевых заданий командования на фронте борьбы с немецко-фашистскими захватчиками и проявленные при этом мужество и героизм старшему сержанту Султанову Барыю присвоено звание Героя Советского Союза с вручением ордена Ленина и медали «Золотая Звезда».
21 января 1945 года помощник командира взвода 1020-го стрелкового полка 269-й стрелковой дивизии старший сержант Султанов погиб в бою у деревни Винна-Посвентна (Высокомазовецкий повят, Подляское воеводство, Польша).
Похоронен у населённого пункта Залендже (ПНР).

## Награды
- Медаль «Золотая Звезда» Героя Советского Союза (24.03.1945)[2][3];
- орден Ленина (24.03.1945);
- орден Красной Звезды;
- орден Славы 3-й степени (31.03.1944).

## Память
- В селе Халитово установлен бюст Героя, на доме, где он жил, и на здании школы, где учился,— мемориальные доски. Его именем названа улица в родном селе.
- Имя Героя высечено золотыми буквами в зале Славы Центрального музея Великой Отечественной войны в Парке Победы города Москва.